# Старо (Виченца)
Старо је насеље у Италији у округу Виченца, региону Венето.
Према процени из 2011. у насељу је живело 222 становника. Насеље се налази на надморској висини од 626 м.